# Bogdand
Bogdand é uma comuna romena localizada no distrito de Satu Mare, na região histórica da Transilvânia. A comuna possui uma área de 82.94 km² e sua população era de 2963 habitantes segundo o censo de 2007.